# Sisu A-110
Sisu A-110 – fiński samochód ciężarowy z napędem na wszystkie koła (4x4). Sisu A-110 był napędzany czterocylindrowym silnikiem wysokoprężnym o mocy 110 kW przy 2500 obr./min, dającym maksymalny moment obrotowy 500 Nm przy 1500 obr./min. Skrzynia biegów z pięcioma biegami do przodu i wstecznym, reduktor dwubiegowy. Pojazd może przewieźć ładunek do 3,5 t i holować przyczepę o masie 2-4 tony.

## Dane taktyczno-techniczne
- Masa:
  - własna: 5900 kg
  - całkowita: 9500 kg
- Prześwit: 0,40 m
- kąt wejścia (natarcia):45°
- Kąt zejścia: 45°
- Głębokość brodzenia: 1 m
- Maksymalne nachylenie drogi:
  - podłużne:45°
  - poprzeczne:45°
- Prędkość maksymalna:
  - do przodu: 84,5 km/h
  - do tyłu: 11,5 km/h
- Ogumienie: 14.00x20